# 奧林匹斯地獄
《奧林匹斯地獄》（俄语：Олимпиус инферно），是由導演伊格尔·沃洛申（Игорь Волошин）在2009年拍攝的戰爭片，整部電影是俄語對白。

## 故事
故事以2008年發生的南奧塞梯戰爭為背景，拍攝時因南奧塞梯下大雪，所以在阿布哈茲完成拍攝。電影在2009年3月29日俄羅斯的第一頻道首次播出。

## 外部連結
- （俄文）奧林匹斯地獄預告片[永久]
- （英文） imdb.com （页面存档备份，存于）
- （俄文）  （页面存档备份，存于） 《共青团真理报》的文章